# Sluys

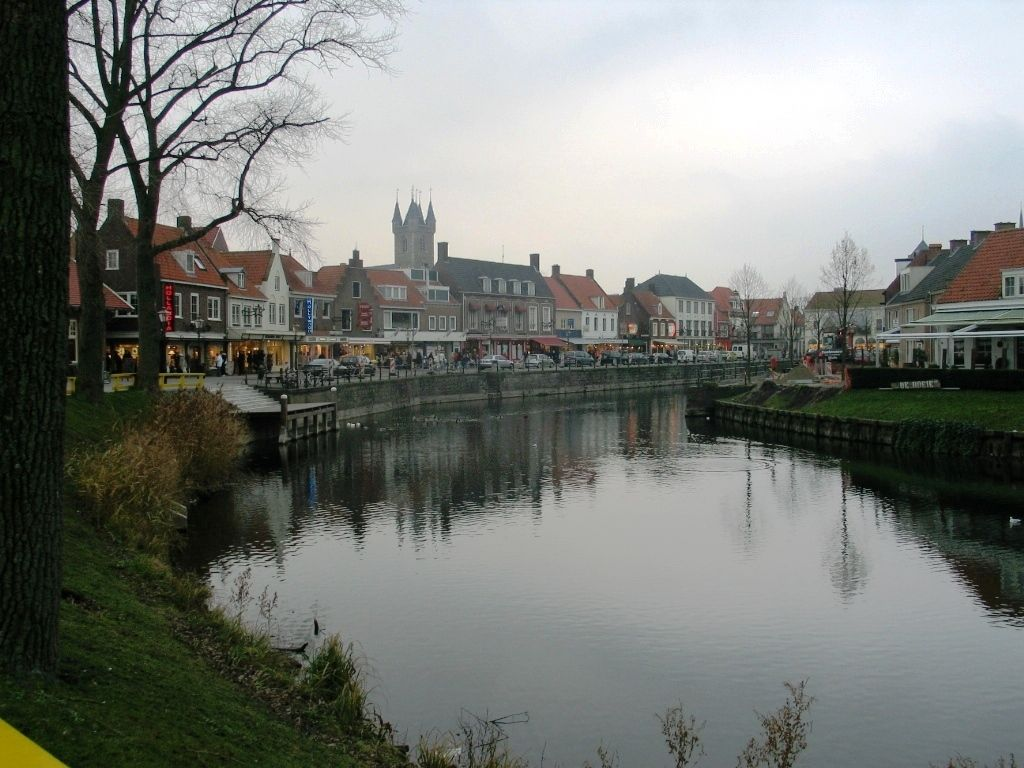
Sluys.

Sluys, eller Sluis, som den också kallas, är en kuststad i kommunen med samma namn i Zeeland i Nederländerna.
I hundraårskriget besegrade en engelsk flotta på cirka 250 skepp en fransk flotta där den 24 juni 1340 (se slaget vid Sluys). England fick då kontroll över Engelska kanalen.